# El Moral (Jalisco)
El Moral es una localidad del estado mexicano de Jalisco. Es parte del municipio de Tonalá.

## Demografía
| Censo | Población |
| ----- | --------- |
| 2000  | 11        |
| 2010  | 395       |
| 2020  | 2 449     |